# Sean Couturier
Sean Couturier (Phoenix, Arizona, 7 de diciembre de 1992) es un jugador profesional estadounidense de hockey sobre hielo que se desempeña en la posición de centro, y es el capitán, en Philadelphia Flyers, equipo de la National Hockey League (NHL). Sean es hijo de un veterano de Los Angeles Kings, Sylvain Couturier.

## Carrera
Couturier fue seleccionado octavo en la primera ronda del NHL Draft 2011. Hizo su debut en la NHL con el equipo Philadelphia Flyers, donde lleva jugando trece temporadas.